# Лукас Рупп
Лукас Рупп (нім. Lukas Rupp, нар. 8 січня 1991, Гайдельберг) — німецький футболіст, півзахисник клубу «Аріс» (Салоніки).

## Ігрова кар'єра
Перший професійний контракт Лукас підписав з «Карлсруе» в 2009 році. Тоді ж він був підключений до тренувань з другою командою, за яку дебютував 13 травня 2009 року в гостьовому поєдинку 30-го туру Південної Регіоналліги проти «Вальдгофа», який закінчився розгромною поразкою з рахунком 0:3. Лукас вийшов з перших хвилин і провів на полі весь матч.

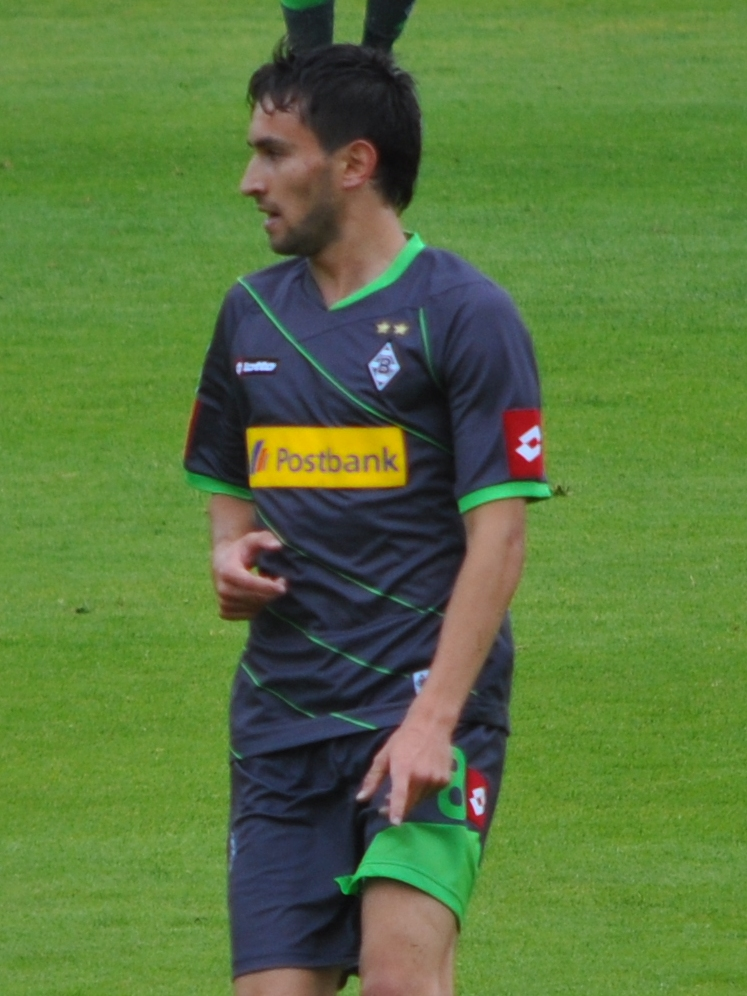
Лукас Рупп під час виступів за «Боруссію». 2011 рік.

У сезоні 2009/10 він був уже основним гравцем другої команди і незабаром став залучатись до першої. 21 березня 2010 року Лукас вийшов на поле в футболці «Карлсруе» на гостьовий поєдинок 27-го туру проти «Рот-Вайса» з Обергаузена. Матч закінчився поразкою з рахунком 0:1, Лукас вийшов на поле на 81-й хвилині, замінивши Годфріда Адуобе. Сезон 2010/11 Лукас провів вже в статусі основного гравця «Карлсруе», взявши участь у 24-х матчах і забивши три м'ячі, що допомогло команді зберегти прописку у Другій Бундеслізі, яка зайняла 15-е місце.
Влітку 2011 року Лукас разом з одноклубником Маттіасом Ціммерманом перейшов у менхенгладбахську «Боруссію». 7 серпня 2011 року Лукас дебютував у Бундеслізі в гостьовому поєдинку першого туру проти мюнхенської «Баварії», який закінчився несподіваною перемогою з рахунком 1:0 завдяки голу Ігора Де Камарго. Лукас вийшов на поле на 90-й хвилині, замінивши Марко Ройса. Втім основним гравцем у новій команді так і не став, через що першу половину 2012 року провів на правах оренди у клубі Другої Бундесліги «Падерборн 07». А після того 014 року контракт Руппа з «Боруссією» не був продовжений, він 16 травня 2014 року на правах вільного агента підписав повноцінний контракт з «Падерборном», що того року вперше у своїй історії вийшов у Бундеслігу. Початок дебютного сезону клубу в Бундеслізі склалося для «Падерборна 07» дуже вдало — після чотирьох турів чорно-сині опинилися на першому місці турнірної таблиці, а Рупп був основним гравцем тієї команди, втім надалі результати команди погіршились і сезон 2014/15 вона закінчила на останньому 18 місці, вилетівши назад у Другу Бундеслігу.
24 червня 2015 року Рупп підписав трирічний контракт з «Штутгартом». Тут Рупп також був основним гравцем, втім і цю команду не зумів врятувати від вильоту, зайнявши з нею передостаннє 17 місце.
У червні 2016 року за 6 млн. євро перейшов у «Гоффенгайм 1899». У перші два сезони регулярно виходив на поле, але з третього через серйозну травму втратив місце на полі і надалі майже не грав. Загалом відіграв за гоффенгаймський клуб 43 матчі в національному чемпіонаті.
У січні 2020 року хавбек підписав контракт на 2,5 роки з англійським «Норвіч Сіті», де став грати з шістьма співвітчизниками та під керівництвом головного тренера німця Даніелем Фарке. За підсумками сезону 2019/20 клуб посів останнє місце і вилетів до Чемпіоншипу, тим не менш німець залишився і допоміг наступного сезону виграти другий дивізіон і знову вийти до Прем'єр-ліги. Влітку 2022 року, після того як команда знову стала останньою та залишила еліту, Рупп по завершенні контракту покинув клуб, за який відзначився двічі в 62 іграх в усіх турнірах. 
У січні 2023 року підписав контракт з грецьким клубом «Аріс» (Салоніки).